# Henrik Dyfverman

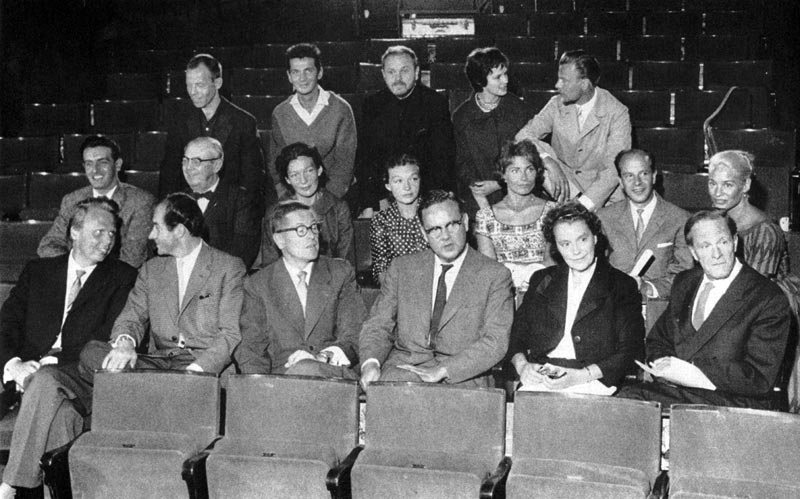
Dyfverman (nedersta raden, tredje från höger) tillsammans med TV-teaterensemblen säsongen 1959/1960.

Gustaf Henrik Dyfverman, född 18 mars 1912 i Västeråkers församling i Uppsala län, död 2 augusti 1998 i Oscars församling i Stockholm, var en svensk teaterchef, teaterregissör och TV-producent. 

## Biografi
Dyfverman spelade teater vid studentteatern i Uppsala och kom därefter till Gösta Ekman på Vasateatern. 1935 anställdes han som hallåman vid Radiotjänst från 1938 arbetade han som reporter och var från 1939 regissör vid radioteatern. När TV startade ledde han utbildningen av de första TV-producenterna och blev senare svensk TV:s förste teaterchef.
En minnesbok, Den första TV-teatern : 1954-1969 : Henrik Dyfverman med flera om en nation, utgavs i november 2004 av sonen Martin Dyfverman, känd från Radio Örebro och P1-programmet "Samtal pågår".
Henrik Dyfverman var son till kyrkoherde Arvid Dyfverman och Ingeborg Sandberg, yngre bror till lantmätaren Carl Johan Dyfverman och sonson till skulptören Carl Johan Dyfverman. Han gifte sig 1942 med Marthe Fristedt (1914–1986), dotter till ingenjören Gustaf Fristedt och Rut Wiksell. De fick barnen Tomas Dyfverman (1944–2009) och Martin Dyfverman (född 1947). Makarna Dyfverman är begravda på Skogskyrkogården i Stockholm.

## Filmografi
Roller
- 1935 – Ungdom av idag
- 1938 – Kamrater i vapenrocken
- 1942 – En äventyrare
- 1948 – Var sin väg

Regi
- 1957 – En minnesfest (TV)
- 1961 – Swedenhielms (TV-pjäs)
- 1965 – Gustav Vasa (TV)

Manus
- 1961 – Swedenhielms (TV-pjäs)
- 1980 – Swedenhielms (TV-pjäs)

Producent
- 1954 – När man köper julklappar (TV)
- 1957 – Herr Sleeman kommer (TV)
- 1958 – Venetianskan (TV-film)
- 1958 – Rabies (TV)
- 1959 – Den inbillade sjuke (TV)
- 1959 – Måsen (TV)
- 1960 – Oväder (TV)

## Teater

### Roller (ej komplett)
| År   | Roll           | Produktion                                                         | Regi             | Teater      |
| ---- | -------------- | ------------------------------------------------------------------ | ---------------- | ----------- |
| 1934 | Dr. Wren       | Män i vitt Sidney Kingsley                                         | Per Lindberg     | Vasateatern |
| 1935 | Franz Hawelka  | Karriär-karriär Gábor Drégely                                      | Gösta Ekman      | Vasateatern |
| 1936 | Kiril Trigorin | Cirkus Sanger (The Constant Nymph) Margaret Kennedy och Basil Dean | Sandro Malmquist | Nya Teatern |

### Regi
| År   | Produktion        | Upphovsmän          | Teater            |
| ---- | ----------------- | ------------------- | ----------------- |
| 1947 | Krigsmans erinran | Herbert Grevenius   | Blancheteatern    |
| 1948 | Hamlet            | William Shakespeare | Stockholmsteatern |
| 1951 | Colombe           | Jean Anouilh        | Malmö stadsteater |

## Radioteater

### Regi
| År   | Produktion                             | Upphovsmän                                                            |
| ---- | -------------------------------------- | --------------------------------------------------------------------- |
| 1950 | Det hemliga rummet The Small Back Room | Nigel Balchin Radiobearbetning Peter Watts, Översättning Olov Jonason |